# Vega (raketa)
Vega (Vettore Europeo di Generazione Avanzata, europska napredna generacija raketnih nosača) je jednokratni raketni nosač koji je razvijen u kooperaciji između: Arianespace, Europske svemirske agencije, i Talijanske svemirske agencije. Vega je razvijena za lansiranje satelita u nisku orbitu.

## Tehnička svojstva
Maksimalna nosivnost idnosi 2500 kg.

## Lansiranja
Do sada je lansirana 18 puta.